# Rafael Martínez Sansegundo
Rafael Martínez Sansegundo (Molina de Aragón, Guadalajara, 18 de abril de 1964 - Zaragoza, 19 de febrero de 1989) fue un jugador de baloncesto español. Con 2.08 metros de estatura, su puesto natural en la cancha era el de pívot. Captado en una operación altura por el CAI Zaragoza, llegó a ser 5 veces internacional por  España y ganador de una Copa del Rey con el Club Baloncesto Zaragoza. Falleció a consecuencia de un aneurisma que padecía en la arteria aorta de la que fue operado en una clínica estadounidense, a los pocos días de llegar a la capital aragonesa sufrió una recaída que le sumió en un estado de coma del que no pudo restablecerse, falleciendo a los 24 años de edad.